# Supergegant roig

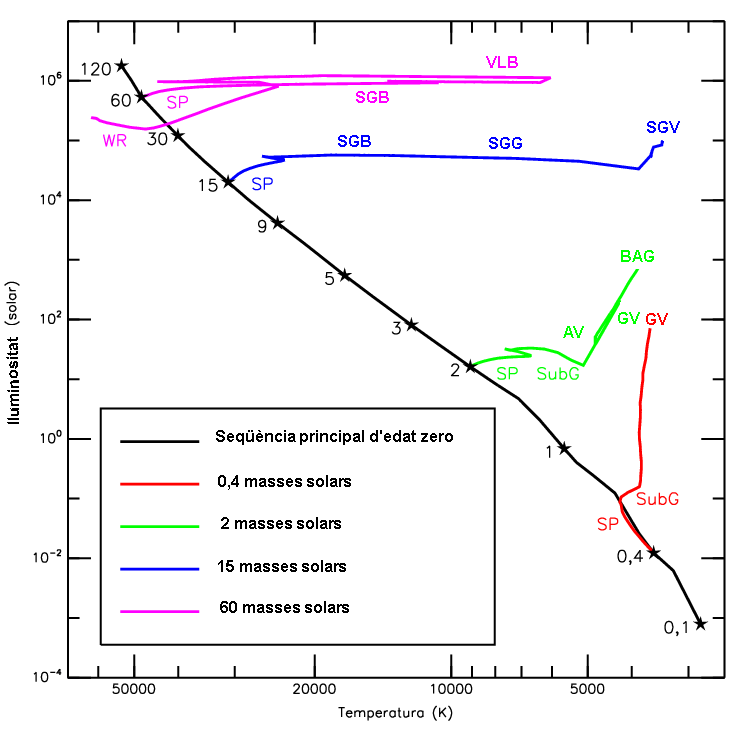
Evolució d'estels de diferents masses representades en el diagrama de Hertzsprung-Russell. La fase de supergegant roig apareix marcada com SGV per al cas de la traça evolutiva de l'estel de 15 masses solars

 Els supergegants roigs, són els estels més grossos que per ara s'han trobat a l'univers. Com el seu nom indica, la seva superfície té un color roig lleugerament fosc.
La seva color ens indica que no són els estels que tenen una temperatura superficial menor. A diferència dels gegants blaus, que són els que tenen les temperatures superficials més elevades (varien entre 28.000 i 50.000 K), la d'aquests astres normalment oscil·la entre 3.000 i 4.000 K. Així mateix, pel que fa a la seva grandària, són els més grossos i alhora els més lleugers, atès que la seva massa és petita en relació al gran volum que ocupen, és a dir que la seva densitat és menor que la dels gegants blaus, els quals són més petits, però molt més calents en la seva superfície.
Aquesta baixa temperatura efectiva (comparada amb la dels gegants blaus) es deu a la baixa densitat, perquè la quantitat de massa, en relació al volum que ocupen, és molt baixa; el diàmetre d'aquests astres és en conseqüència molt major, de centenars de vegades el del Sol o, fins i tot en uns pocs, encara més.
No obstant aquesta dada, les seves temperatures internes, en la zona nuclear, arriben a almenys els 600 milions de kèlvins, que és molt més que les poques desenes de milions de kèlvins que hi ha en el cor d'un estel gegant blau. Això es deu al fet que mentre aquestes fusionen hidrogen, els supergegants roigs fusionen carboni o elements encara més pesants. S'hi esdevenen les fases finals de la combustió estel·lar (vegeu nucleosíntesi estel·lar).
La llei de la conservació de l'energia fa que, en un sistema tancat, sempre es conservi i es distribueixi uniformement dintre el sistema estudiat (indiferentment de quina mena d'energia sigui). Dintre aquest sistema, la superfície i la intensitat d'energia seran inversament proporcionals. Per tant, si la grandària de l'estel és menor, la intensitat d'energia calòrica procedent de la fusió d'àtoms d'hidrogen (H), serà major. I si la grandària és major, la seva intensitat serà menor.
Actualment es coneixen una colla d'estels d'aquesta casta, entre els quals els més brillants són Betelgeuse i Antares, que pertanyen respectivament a les constel·lacions d'Orió i d'Escorpió.
També existeixen supergegants roigs a tal distància de la Terra que la seva magnitud aparent és molt menor que la seva magnitud real. Aquest és el cas de Mi Cephey i W Cephey, en la constel·lació de Cefeu.
Segons astrònoms nord-americans i britànics, Betelgeuse, està en la seva etapa final de vida com a estel roig i d'acord amb la seva grandària podria convertir-se relativament aviat en una supernova.
Els supergegants roigs procedeixen dels gegants blaus i, segons la massa de l'estel progenitor, poden convertir-se directament en una supernova o fer-ho altra vegada, després de passar per una forta pèrdua de massa, com un gegant blau o, fins i tot, com un estel de Wolf-Rayet, i originen un estel de neutrons o un forat negre.